# Port lotniczy Port Stanley
Port lotniczy Port Stanley – port lotniczy zlokalizowany w Stanley, stolicy Falklandów, brytyjskiej posiadłości w Ameryce Południowej.

## Kierunki lotów i linie lotnicze
| Linia lotnicza | Kierunek |
| -------------- | --- |
| BAS            | 1. Rothera |
| FIGAS          | 1. Beaver Island 2. Bleaker Island 3. Carcass Island 4. Chartres 5. Darwin 6. Douglas Station 7. Dunnose Head 8. Fox Bay 9. George Island 10. Goose Green 11. Hill Cove 12. Lively Island 13. New Island 14. North Arm 15. Pebble Island 16. Port Albemarle 17. Port Edgar 18. Port Stephens 19. Port Howard 20. Port San Carlos 21. Roy Cove 22. Salvador Settelment 23. Saunders Island 24. Sea Lion Island 25. Speedwell Island 26. Shallow Harbour 27. Spring Point 28. Weddell Island 29. West Point Island |